# اتحاد (فیلم ۲۰۲۴)
اتحاد (به انگلیسی: The Union) (پیش از این مرد ما اهل جرسی) یک فیلم اکشن و دلهره‌آور آمریکایی محصول ۲۰۲۴ به کارگردانی جولیان فارینو با بازی جسیکا دیگو، مارک والبرگ و هلی بری است.
این فیلم توسط نتفلیکس در ۱۶ اوت ۲۰۲۴ پخش شد.

## خلاصه داستان
یک کارگر ساختمانی توسط دوست دختر دبیرستانی سابقش وارد دنیای جاسوسی می‌شود.

## بازیگران
- مارک والبرگ
- هلی بری
- مایک کولتر
- آدواله آکینویه آگباجه
- آلیس لی
- جکی ارل هیلی
- جی. کی. سیمونز

## تولید
فیلمبرداری در مارس ۲۰۲۲ در لندن، نیوجرسی، و پیران آغاز شد. تولید در مهٔ ۲۰۲۲ به دلیل آلودگی هوا و صوتی ناشی از فیلمبرداری در فیتزرویا، جنجال جزئی ایجاد کرد. در سپتامبر ۲۰۲۲، فیلمبرداری در پونتروسو تریست ایتالیا تمام شد.

## بازخورد منتقدان
در وبگاه جمع‌آوری نقد راتن تومیتوز، ٪۴۴ از ۴۵ بررسی منتقدان مثبت است و میانگینِ امتیاز آن ۴٫۸/۱۰ است. این فیلم در متاکریتیک که از میانگین وزنی استفاده می‌کند، بر اساس نظر ۱۹ منتقدین امتیاز ۴۵ از ۱۰۰ را کسب کرده که نشان‌گر «نقدهای مختلط یا متوسط» است.